# Vadász Zoltán
Vadász Zoltán (Csákigorbó, 1926. július 22. – Kolozsvár, 1989. november 19.) színész, előadóművész.

## Életpályája
A szamosújvári Kereskedelmi Középiskola diákjainak műkedvelő színi előadásain tűnt fel. A második világháború során – tizenhét éves korában – szovjet fogságba került, ahol három és fél évet töltött. 1948-ban a Magyar Népi Szövetség dési műkedvelő színi csoportjában játszott. Színészi tanulmányait a kolozsvári Magyar Művészeti Intézetben kezdte, azon az évfolyamon, amelyet országos tehetségkutató akció alapján válogattak össze; évfolyamtársai Ács Alajos, Csiky András, Elekes Emma, 
Köllő Béla, Török István, Vándor András voltak. Politikai okok miatt azonban az első év befejezése előtt eltávolították az intézetből. Egy ideig egy újságnál dolgozott, majd Imrédy Géza közbenjárására 1951-ben Sepsiszentgyörgyön kezdhette színészi pályáját. 1956-ban vette feleségül Lázár Erzsébet színésznőt. 1956–1960 között a nagyváradi, majd 1987-es nyugdíjazásáig a kolozsvári magyar színház tagja volt. 

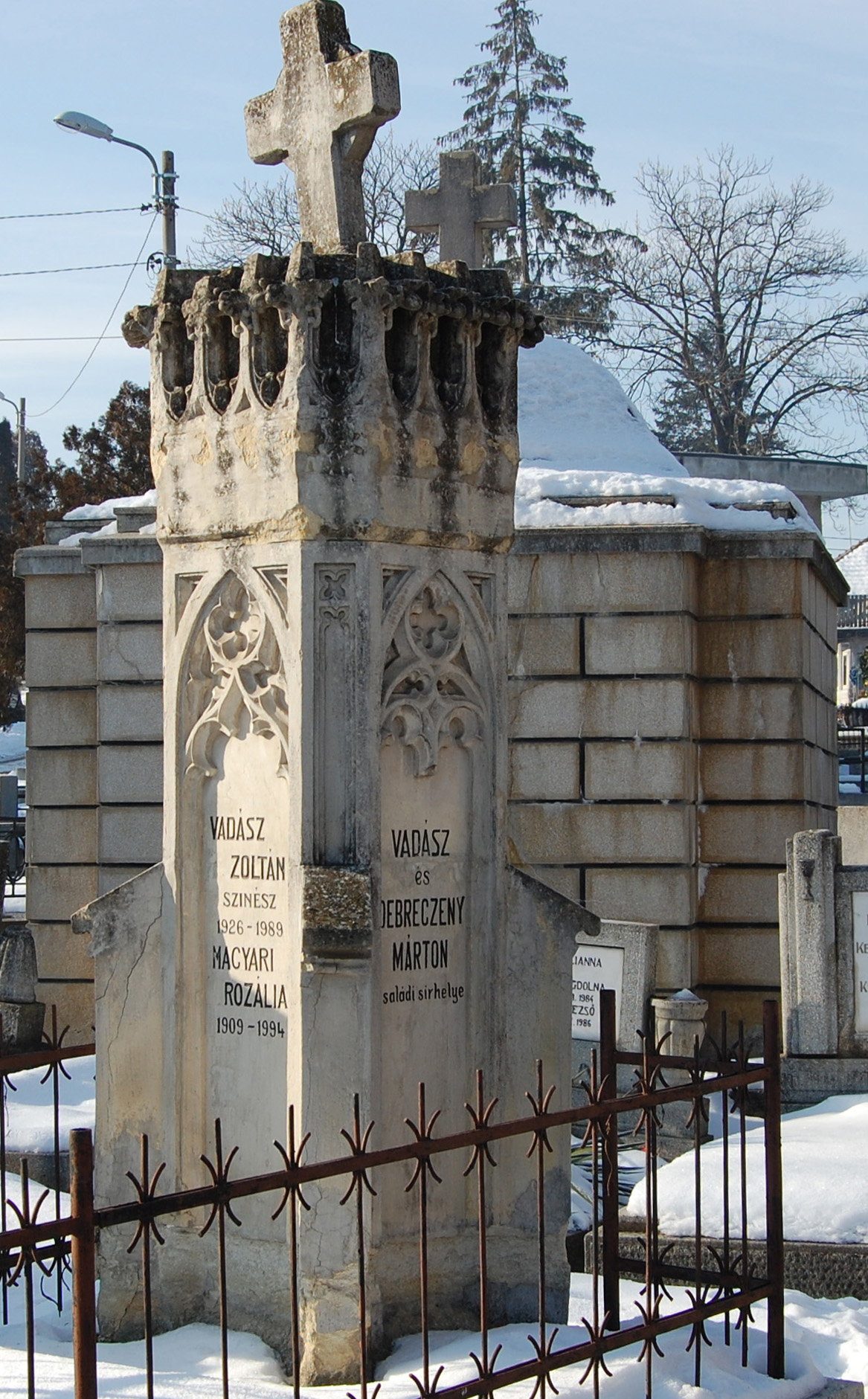
Sírja a Házsongárdi temetőben

A Házsongárdi temetőben nyugszik. Sírja a Brassai Sámuel síremléke mögött található.

## Munkássága
Kiváló drámai és jellemszínész volt. Pódiumműsoraiban főként lírai hangulatokat festő  költemények előadására vállalkozott. Román és magyar filmekben is játszott. Előadóként rendszeresen közreműködött a Korunk Galériában rendezett képzőművészeti tárlatok megnyitóján.

### Főbb színpadi szerepei
- Rică Venturiano (Ion Luca Caragiale: Zűrzavaros éjszaka)
- Alekszej (Visnyevszkij: Optimista tragédia)
- Kopjáss (Móricz Zsigmond: Rokonok)
- Lekenczei  (Móricz Zsigmond: Úri muri)
- Hephaisztosz (Victor Eftimiu: Prométheusz)
- Antigonus (William Shakespeare: Téli rege)
- dr. Stockman (Ibsen–Miller: A nép ellensége)
- Vincze (Bálint Tibor: A sánta angyalok utcája)
- Koldus (Páskándi Géza: Tornyot választok)
- Nagelschmidt (Sütő András: Egy lócsiszár virágvasárnapja)
- Ory főinkvizitor  (Sütő András: Csillag a máglyán)
- Ádám (Sütő András: Káin és Ábel)
- Luka (Makszim Gorkij: Éjjeli menedékhely)
- Bétisz (Sütő András: A szúzai menyegző)

### Filmek, amelyekben játszott
- Tănase Scatiu
- Bietul Ioanide
- Tiltott terület (1969, rendező Gábor Pál)
- Ítélet (1970, rendező Kósa Ferenc)
- Szemtől szemben (1970, rendező Várkonyi Zoltán)
- Mérsékelt égöv (1970, rendező Kézdi-Kovács Zsolt)
- Rózsa Sándor (1971, rendező Szinetár Miklós)
- Horizont (1971, rendező Gábor Pál)
- Makra (1974, rendező Rényi Tamás)
- A szegények kapitánya (1977, eredeti címe: Pintea, rendező Mircea Moldovan)
- 80 huszár (1978, rendező Sára Sándor)
- A halál végső határa (1979, eredeti címe: Ultima frontieră a morții, rendező Virgil Calotescu)
- Angi Vera (1979, rendező Gábor Pál)
- Vendégek Vadnyugaton (1979, eredeti címe: Profetul, aurul şi ardelenii, rendező Dan Pița)
- Vlad Țepeș (1980, rendező Doru Năstase)
- Élve vagy halva (1980, rendező Rényi Tamás)
- Várkastély a Kárpátokban (1981, rendező Stere Gulea)
- A legnagyobb sűrűség közepe (TV-film, 1982, rendező András Ferenc)
- Țapinarii (1982, rendező Ioan Cărmăzan)
- Földet veszünk vadnyugaton (1982, eredeti címe: Pruncul, petrolul și ardelenii, rendező Dan Pița)
- Hosszú vágta (1984, rendező Gábor Pál)
- A hűség megszállottja (1986, rendező Ioan Cărmăzan)
- Tüske a köröm alatt (1988, rendező Sára Sándor)
- Cine are dreptate? (1990, rendező Alexandru Tatos)

## Rádiójáték
- Maksai László hadnagy (Kós Károly: Varju nemzetség)